# Erfde

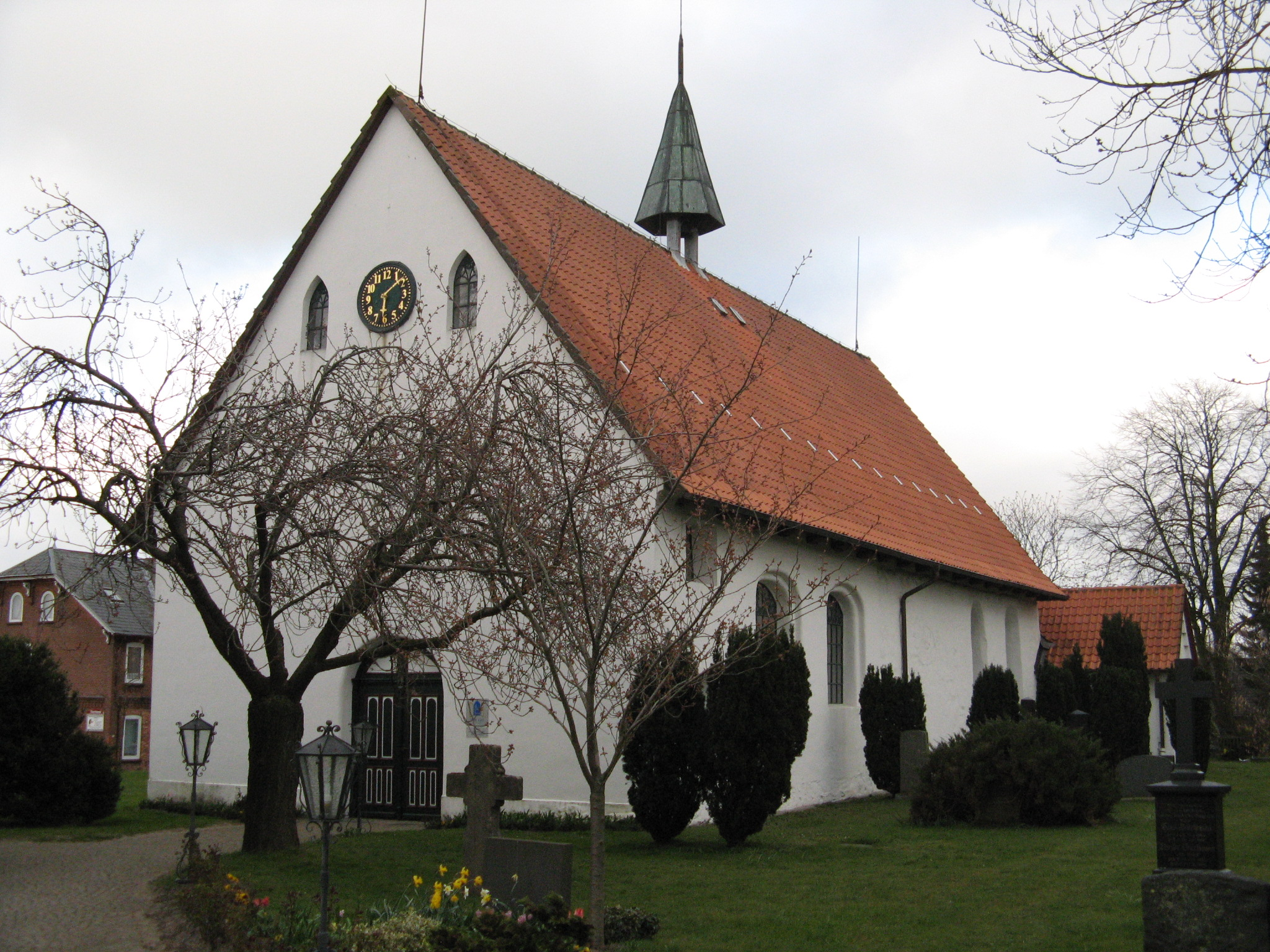
Igreja em Erfde, na Alemanha.

Erfde é um município da Alemanha, localizado no distrito de Schleswig-Flensburg, estado de Schleswig-Holstein.